# Кенжебаев, Галымбек Калиевич
Кенжебаев Галымбек Калиевич родился в 09.05.1962 году в городе Караганда. Мастер спорта СССР по боксу (1982). Заслуженный тренер Республики Казахстан (2000).
Личный тренер чемпиона мира и серебряного призёра Афинской олимпиады (2004), ЗМС Геннадия Головкина.
Старший тренер Карагандинской области (2009—2012). Под руководством Галымбека Кенжебаева команда Карагандинской области выиграла Кубок Федерации в 2011 году.
Старший тренер молодёжной сборной Республики Казахстан (2006—2009 и 2013—2018).
За эти годы молодёжная команда Казахстана по боксу 6 раз занимала I-ое общекомандное место на Чемпионатах Азии, завоевав 30 золотых медалей. На чемпионате Мира в 2014 году (София, Болгария) впервые в истории Казахстана, наши боксёры заняли первое общекомандное место (2 золота и 2 серебра).
В 2016 году на ЧМ (Санкт-Петербург) −1 золото, 2 серебра и 1 бронза, 3-е общекомандное место.
В 2018 году на ЧМ (Будапешт, Венгрия) −1 золото, 4 серебра и 1 бронза, 3-е общекомандное место.
В 2014 году на Молодёжных Олимпийских Играх (Нанкин, Китай) — 1 золото и 1 серебро.
В 2018 году на Молодёжных Олимпийких Играх (Буэнос-Айрес, Аргентина) — 1 золото, 2 серебра. В этих двух Олимпиадах сборная Казахстана заняла 3-ое общекомандное место.
Главный тренер НСК РК по боксу (2019—2021).
В 2019 году На чемпионате Мира (Екатеринбург, Россия) сборная Казахстана выиграла 1 золото, 1 серебро и 4 бронзовые медали, из разыгрываемых 8 весовых категории. На чемпионатах Азии 2019 и 2021гг боксёры завоевали 2 золота, 7 серебра и 3 бронзовые медали. На Олимпиаде в Токио-2021 команда Казахстана выиграла 2 бронзовые медали.